# Burgstall Schwedenschanze (Herrieden)
Der Burgstall Schwedenschanze ist eine abgegangene mittelalterliche Höhenburg auf 470 m ü. NHN unmittelbar südlich der katholischen Nebenkirche St. Martin in Herrieden im mittelfränkischen Landkreis Ansbach in Bayern.
Die Burg liegt südlich des Friedhofs der Kirche St. Martin und ist aus einem nach Süden gerichteten, spornartigen Ausläufer einer Hochfläche herausgearbeitet. Von der Friedhofsmauer im Norden wird sie durch einen 15 m breiten und 3 m tiefen Halsgraben getrennt. Im Osten bildet ein weiterer Graben, im Westen ein natürlicher Einschnitt die Begrenzung. Obertägig ist von der Bebauung nichts mehr erhalten.
Erbauer und Besitzer der Burg sind unbekannt. Vermutungen, dass die Herren von Herrieden im 12. Jh. auf dieser Burg gesessen haben, haben nur spekulativen Charakter.